# Фосфид рутения
Фосфид рутения — бинарное неорганическое соединение
рутения и фосфора
с формулой RuP,
кристаллы.

## Получение
- Сплавление стехиометрических количеств чистых веществ:

{\displaystyle {\mathsf {Ru+P\ {\xrightarrow {1555^{o}C}}\ RuP}}}

## Физические свойства
Фосфид рутения образует кристаллы
ромбической сингонии, пространственная группа P nma, параметры ячейки a = 0,5520 нм, b = 0,3168 нм, c = 0,6120 нм, Z = 4,
структура типа фосфида марганца
.
Соединение конгруэнтно плавится при температуре 1555 °C.

## Применение
- Катализатор в неорганическом синтезе[4].